# Пролећни умор
Пролећни умор или пролећна летаргија односи се на стање умора, смањену енергију или депресију повезану с почетком пролећа. Такво стање може бити узроковано нормалном реакцијом на топлије температуре или може имати медицинску основу, попут алергија или „обрнутог” сезонског афективног поремећаја. У многим областима је пролећни период врхунац стопе самоубистава. 

## Симптоми
На северној хемисфери симптоми се обично јављају од средине марта до средине априла, а зависно од особе могу бити више или мање изражени. Измореност (упркос адекватној количини сна), осетљивост на промене времена, вртоглавица, раздражљивост, главобоље, а понекад и болови у зглобовима и недостатак енергије су најчешћи симптоми. 

## Узроци
Иако узроци пролећне летаргије још нису у потпуности разрешени, равнотежа хормона може бити од значаја. Према овој хипотези, телесне резерве серотонина „хормона среће“, чија производња зависи од дневне светлости, преко зиме се исцрпљују, што олакшава ефекат мелатонина „хормона спавања“. Кад пролећни дани постану дужи, тело прилагоди ниво хормона и ослобађа се више ендорфина, тестостерона и естрогена. Ова промена ставља велико оптерећење на тело, што се испољава осећајем умора.
Уз то, температуре обично знатно варирају у пролеће. Када температуре порасту, човеков крвни притисак пада, јер се крвни судови шире. Ширење крвних жила назива се вазодилатација. Храна такође игра улогу. Зими човек троши више калорија, масти и угљених хидрата него лети. Али током периода прилагођавања хормона, тело уместо тога захтева више витамина и протеина.